# Ашково (Гагарінський район)
Ашково (рос. Ашково) — присілок Гагарінського району Смоленської області Росії. Входить до складу Ашковського сільського поселення.
Населення — 585 осіб (2007 рік).

## Урбаноніми
У присілку є такі урбаноніми :
- вул Дружби Народів
- вул Зелена
- провулок Миру
- вул Миру
- вул Молодіжна
- вул Нова
- вул Перемоги
- Рябиновий провулок
- вул Театральна